# Nevin Portelli
 (mars 2025).
Pour les articles homonymes, voir Portelli.
Nevin Portelli, né le 16 septembre 1999, est un footballeur international maltais qui évolue au poste de milieu offensif au Marsaxlokk FC.

## Biographie

### En sélection
Portelli fait ses débuts avec l'équipe de Malte le 21 mars 2024 lors d'un match amical contre la Slovénie.